# José Antonio Castro Román
José Antonio Castro Román (Sevilla, 8 de marzo de 1974) es un político español y diputado del Parlamento de Andalucía, en donde ocupa el escaño n.º 66 desde las elecciones autonómicas andaluzas de 2008, siendo el único representante que consiguió la formación de Izquierda Unida Los Verdes-Convocatoria por Andalucía por la circunscripción electoral de Málaga. En 2012 mantuvo su escaño y fue designado portavoz de su formación en el Parlamento, sustituyendo a Diego Valderas, que pasaba a formar parte del Gobierno andaluz.
Comenzó su activismo político en el movimiento estudiantil, siendo elegido primer coordinador de la organización Faema-Estudiantes Progresistas. Posteriormente, ingresó en las Juventudes Comunistas y en Izquierda Unida en 1991 y un año más tarde, en el PCA. En 1997 fue coordinador provincial de IULV-CA en Málaga.